# カンゾウタケ
カンゾウタケ（肝臓茸、学名: Fistulina hepatica）は、ハラタケ目カンゾウタケ科カンゾウタケ属に属するキノコ。全世界に広く分布し、欧米では広く食用にされている。和名の由来は、赤色の肝臓の形に似ており、切断すると血のような赤い汁が出ることから名付けられている。地域により、アカナバ、アカンベロなどの地方名でもよばれている。アメリカなどでは肉が霜降り肉のように見えることから Beefsteak Fungus「貧者のビーフステーキ」、フランスでは形状から Langue de boeuf「牛の舌」と呼ばれている。暗赤色の舌状や扇形のユニークな姿で、クリやシイの老木に生え、食用にもされている。

## 分布・生態
汎世界的に分布する。おもに初夏（梅雨期）、まれに秋に、ブナ科広葉樹林のクリ、シイ、スダジイ、マテバシイなど（欧米ではオークや栗の木、オーストラリアではユーカリ）の老木や古木の樹幹の根元に生える。特に大木の根の近くの又状になった箇所から発生することが多い。褐色腐朽菌（腐生性）で、芯材を腐らせる褐色腐朽を引き起こす。

## 形態
子実体は全体が赤い。傘は径10 - 20センチメートル (cm) 、厚さ1 - 3 cmの舌状から半円形、扇形で、表面は微細な粒状で色は類赤色、細かな粒状の突起と微細な短毛がありザラつき、肝臓のように見える。裏面はスポンジ状の管孔が密生し、直径0.2ミリメートル (mm) ほどの細い管の集合体で、黄白色から濃桃色、この内面に胞子を形成する。古くなったり傷がついたりすると、赤褐色になる。他のヒダナシタケ類と異なり、この管孔はチューブ状に一本ずつ分離している。
柄は無柄、または短い。
肉は鮮やかな紅色の獣肉状で肉質はやわらかく、切断すると赤い汁が滲み出して、まるで牛タンのようにも見える。古くなると繊維状になる。
カンゾウタケ科に属するキノコは、世界中で数種類しかない小規模なグループを形成している。現在、カンゾウタケ属は本種を含む8種が命名されている。

## 分類
カンゾウタケはカンゾウタケ科に分類されており、近年の分子系統解析において、ヌルデタケやスエヒロタケ科の菌類と近縁であることが示されている。

## 利用
肉は、霜降り肉のような独特の色合いを呈しているうえ赤い液汁を含み、英名のBeefsteak Fungusの名の通りである。生ではわずかに酸味があるが、火を通すとぬるっとした食感になり、加熱しても酸味は残る。消化に悪い管孔部分を取った上で、湯がいてから水にさらし刺身や味噌汁の具にしたり、大根おろし和え、カルパッチョ風のサラダやマリネ、ごま油やバターで炒めて食べたりする。鉄板焼きの場合は、生のままで良い。火を通すと、このキノコの赤い色は褪せて、ふつうのキノコと変わらない色になり、酸味は残る。欧米では、生のままスライスしてサラダに盛り付けるが、湯がくことで身が引き締まる。念のため軽く火を通しておいた方が良いといわれる。

## ブラウン・オーク
オーク材のうちカンゾウタケが寄生していたヨーロッパナラ（ヨーロッパ・オーク）の木材は、心材が濃い赤みを帯びた茶色に変化することが知られておりブラウン・オークと呼ばれている。ブラウン・オークは木製家具に用いられ19世紀には特に評価が高かった

## 参考画像

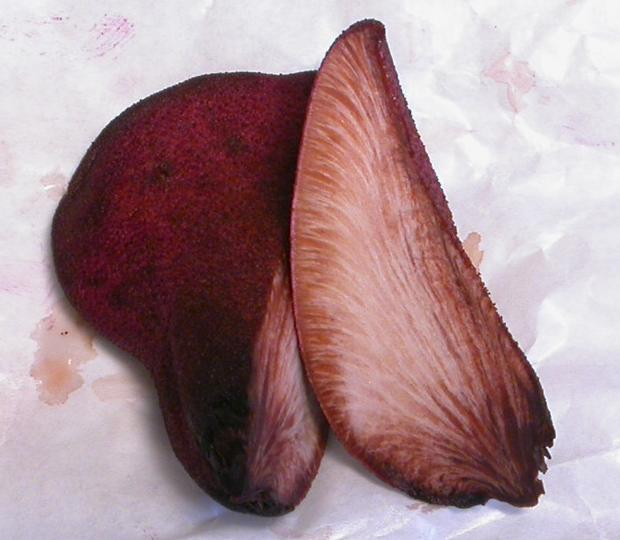
切断面図1
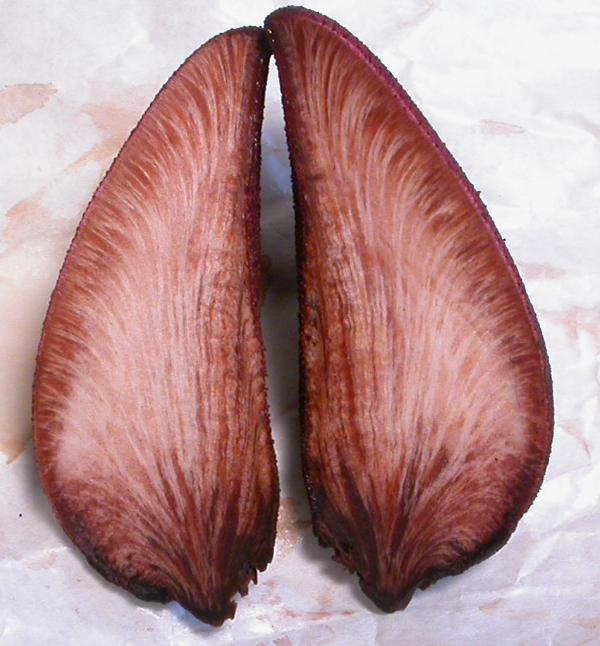
切断面図2
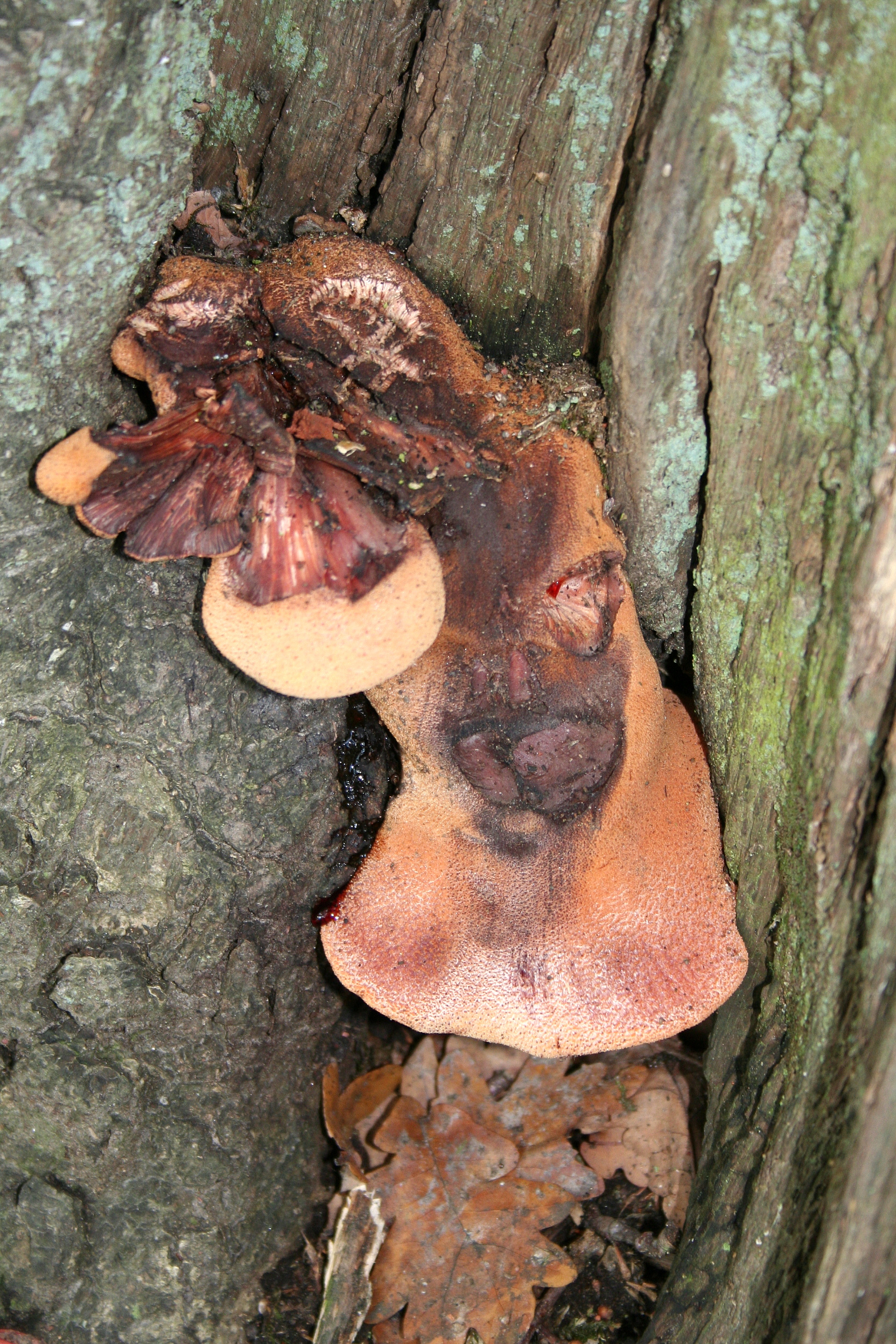
切断面図3